# Carlos Hauptvogel
Carlos "Charlie" Hauptvogel (Guadalajara, Jalisco, 10 de abril de 1951) es un músico mexicano que junto con Alejandro Lora fundó el grupo Three Souls In My Mind.

## Biografía
Hijo de padre judío alemán (Heinrich Hauptvogel) y madre mexicana. Estudió en el Colegio Alemán Alexander von Humboldt de la Ciudad de México. En 1964 se inscribe en el Instituto Zumárraga para cursar quinto año de primaria y ya con la música corriendo por sus venas y para continuar con lo que más disfrutaba ingresa a la banda de guerra, en esa escuela conoce a quien iniciaría con él una historia en el Rock mexicano: Alejandro Lora. Charlie junto con Alejandro y Bernardo Alonso forman "Los Avengers" nombre inspirado en la serie televisual inglesa.

## Three Souls In My Mind
Artículo relacionado: Three Souls In My Mind
Posteriormente, fueron alternando varios nombres a la banda como Middle Age, Music Bottles Company hasta que en 1968 decide nombrar al grupo Three Souls In My Mind. El doce de octubre de 1968, debutan con dicho nombre y está fue la primera alineación: Charlie Hautpvogel en batería, Álex Lora en guitarra y voz y Carlos Alcerreca en el bajo. Con Three Souls tendría una época que marcó su vida y que creó un legado por el cual sigue siendo identificado, además de su gran calidad musical pues es considerado uno de los mejores bateristas de México. Three Souls grabaría algunos álbumes desde 1971 hasta 1982 con la primera formación original encabezada principalmente por Hauptvogel y Lora, una etapa con Ernesto de León y otra con Sergio Mancera en las guitarras. En 1985 el grupo se desintegra y tras una batalla jurídica, el baterista Carlos Hauptvogel se queda con los derechos del nombre “Three Souls in my Mind”. Entonces Alejandro Lora aprovecha la oportunidad de firmar un nuevo contrato con WEA bajo el nombre de su nuevo grupo, “El Tri”, el cual había sido usado como apodo entre los aficionados del grupo durante varios años. Además, la doble referencia al partido dominante “el PRI” y al apodo de la Selección de fútbol de México reforzaron el nacionalismo que ha sido la estampilla del rock mexicano.

## Actualidad
Hauptvogel retoma el proyecto Three Souls en 1986 con una nueva formación y además cantar. El nuevo Three Souls grabó algunos discos destacando "Fuimos, somos y seremos" título en referencia al momento que se vivía después del truene con Lora, Del 11 al 2000, Dos décadas y Grandes éxitos.
Actualmente Hauptvogel sigue presentándose en la Ciudad de México. 
Ha tocado con Mick Taylor y varias leyendas más.
"Charlie" después de radicar unos años en Playa del Carmen, en el estado de Quintana Roo regresa a San Luis Potosí, donde vive actualmente.